# Bệnh mục gỗ
Bệnh mục gỗ là bệnh gây thiệt hại lớn cho sản xuất. Gỗ bị phân hủy các thành phần như lignin hoặc cellulose, làm thay đổi màu sắc gỗ, giảm trọng lượng riêng, giảm khả năng chịu lực và trở thành gỗ mục.

## Nguyên nhân
Chủ yếu là do các loại nấm hại, các sợi nấm luồn sâu vào trong các khe hở của gỗ hoặc nảy mầm đâm xuyên vào bề mặt gỗ, quá trình sinh hóa của nấm sẽ tiết ra các loại enzim phù hợp để phá hủy cấu trúc hóa học của gỗ.

## Phân loại
*-* Dựa vào thành phần hóa học của gỗ bị nấm phân hủy: Chia làm hai loại
- Bệnh mục trắng: Gỗ bị nấm phân hủy lignin chỉ còn lại cellulose nên có màu trắng.
- Bệnh mục nâu: Gỗ bị nấm phân hủy cellulose, còn lại lignin cho nên có màu nâu của lignin.

*-* Dựa vào vị trí mục: chia làm hai loại
- Bệnh mục ngoài: Nấm phá hoại phần gỗ ở phía ngoài (thường là gỗ giác), loại này thường phá hoại cây đã chặt hạ.
- Bệnh mục trong: Nấm phá hoại phần gỗ từ tủy ra, loại này thường phá hoại ngay từ khi cây còn sống, hay gặp ở một số loài: Dầu đỏ, Giổi xanh,...